# 99 Геркулеса
99 Геркулеса, 99 Herculis, сокращ. 99 Her — кратная звёздная система в экваториальном созвездии Геркулеса. 99 Геркулеса является обозначением Флемстида, хотя у звезды также есть обозначение Байера — b Геркулеса (b Herculis). Звезда имеет видимую звёздную величину +5.066m, и, согласно шкале Бортля, видна невооружённым глазом даже на засвеченном пригородном небе (англ. Bright suburban sky).
Из измерений параллакса, полученных во время миссии Hipparcos, известно, что звезда удалена примерно на 51,0 ± 0,3 св. лет (15,64 ± 0,08 пк) от Земли. Звезда наблюдается севернее 60° ю.ш, то есть видна практически на всей территории Земли, за исключением Антарктиды. Лучшее время для наблюдения — июль.
99 Геркулеса движется гораздо медленнее относительно Солнца, чем остальные звёзды: её радиальная гелиоцентрическая скорость: +1 км/с, что в 10 раза медленнее скорости местных звёзд Галактического диска, а также это значит, что звезда удаляется от Солнца. Сама звезда движется на северо-восток.
На данный момент звезда различными методами разрешается на восемь компонент. При наименовании этих компонент используют обозначения 99 Геркулеса  Aa, Ab, B, С, D, E, F и G согласно конвенции, используемой Вашингтонским каталогом визуально-двойных звёзд (WDS)  и принятой Международным астрономическим союзом (МАС), для  обозначения звёздных систем.

## Свойства кратной системы
99 Геркулеса представляет собой двойную систему, в которой два компонента вращаются вокруг общего центра масс, или барицентра, с периодом 56,3 года и эксцентриситетом около 0.766. Они вращающиеся вокруг барицентра на угловом расстоянии в среднем не менее 1.06 секунды дуги, что на расстоянии 51,0 св. лет соответствует физическому размеру большой полуоси  16,5 а.е.. Звёзды, то сближаются на минимальное расстояние 12,6 а.е. (т.е. гораздо дальше, чем та орбита, где в Солнечной системе находится  Сатурн, чьё расстояние до Солнца равно 9,54 а.е.), то удаляются на максимальное расстояние 21,5 а.е., (т.е. несколько дальше, чем та орбита, где в Солнечной системе находится  Уран, чьё расстояние до Солнца равно 19,22 а.е.). Наклонение орбиты в системе 99 Геркулеса не очень большое — 39 °. При этом, если мы будем смотреть на компонент 99 Геркулеса B со стороны компонента A в периастре (т. е. когда звёзды сблизились на минимальное расстояние), мы увидим звезду с видимой звёздной величиной -21.05m, т.е. примерно в 180 раза тусклее нашего Солнца, при чём угловой диаметр звезды был бы 0,031° (т.е. в 16 раз меньше нашего Солнца), чей угловой диаметр равен 0,5°). Если мы будем смотреть на компонент 99 Геркулеса B  со стороны компонента A в апоастре (т. е. когда звёзды удались на максимальное расстояние), то мы увидим звезду с видимой звёздной величиной - 16.92m, т.е. примерно в 50 раз ярче Луны в полнолуние , при чём угловой диаметр звезды был бы 0,018° (т.е. в 28 раз меньше нашего Солнца). И наоборот, если мы будем смотреть на компонент 99 Геркулеса A со стороны компонента B в периастре, то мы увидим звезду с видимой звёздной величиной  -24.41m, т.е. примерно в 8 раз тусклее нашего Солнца , при чём угловой диаметр звезды был бы  0,047° (т.е. в 11 раз меньше нашего Солнца). Если мы будем смотреть на компонент 99 Геркулеса A со стороны компонента B в апоастре, то мы увидим звезду с видимой звёздной величиной -20.28m, т.е. примерно в 370 раз тусклее нашего Солнца, при чём угловой диаметр звезды был бы  0,027° (т.е. в 18 раз меньше нашего Солнца).
Изображения космической обсерватории Гершель показывают, что остаточный диск вращается вокруг барицентра со средним радиусом 120 а.е. Диск, по-видимому, смещён относительно плоскости орбиты двойной системы, это может быть результатом взаимодействия внутри звёздной системой с другой звездой в прошлом. Большая часть эмиссии диска, по-видимому, вызвана ледяными объектами, имеющими диаметр 10 см. или менее, с массой примерно в десять раз больше массы Земли.
Как и Солнце, 99 Геркулеса — звезда тонкого диска нашей Галактики, её возраст оценивается в 9,37 млрд..

### Компонент A
99 Геркулеса A — карлик, спектрального класса F7IV, что указывает на то, водород в ядре звезды служит ядерным «топливом», то есть звезда находится на главной последовательности. Звезда излучает энергию со своей внешней атмосферы при эффективной температуре около 5938 К, что придаёт ей характерный жёлто-белый цвет звезды спектрального класса F.
Масса звезды чуть меньше, чем солнечная и составляет: 0,94 {\displaystyle M_{\bigodot }}. Eё радиус несколько больший, чем радиуса Солнца и составляет 1,1 {\displaystyle R_{\bigodot }}. Также звезда почти вдвое ярче нашего Солнца, её светимость составляет 1,96 {\displaystyle L_{\bigodot }}. Для того чтобы планета, аналогичная нашей Земле, получала бы примерно столько же энергии, сколько она получает от Солнца, её надо было бы поместить на расстоянии 1,4 а.е., т.е. чуть меньше того расстояния, где в Солнечной системе находится Марс, чья большая полуось равна 1,52 а.е. Причём с такого расстояния, 99 Геркулеса A выглядела бы почти на 16% меньше нашего Солнца, каким мы его видим  с Земли — 0,42° (угловой диаметр нашего Солнца — 0,5°). Однако, поскольку сама звезда, скорее всего, является спектрально–двойней, то у неё вряд ли могут быть землеподобные планеты и планеты вообще, поскольку сильная гравитация звезды-спутника не позволит им образоваться, создав вместо нмх, что-то вроде пояса астероидов.
Звезда имеет поверхностную гравитацию 4,17 СГС или 147,9 м/с2, то есть значительно меньше, чем на Солнце (274,0 м/с2), что, по-видимому, может объясняться большой поверхностью звезды при не очень большой массе. Звёзды, имеющие планеты, имеют тенденцию иметь большую металличность по сравнению Солнцем, но 99 Геркулеса A имеет малое значение металличности: содержание железа в ней относительно водорода составляет 60% от солнечного значения. Эта же тенденция наблюдается в содержании таких элементов, как натрий, магний, алюминий и никель. Скорость вращения звезды равна 5 км/с, что даёт период вращения звезды порядка 11,5 дней.

### Компонент B
99 Геркулеса B — звезда спектрального класса K4V. Масса звезды равна 0,46 {\displaystyle M_{\bigodot }}, а радиус равен 0,74 {\displaystyle R_{\bigodot }}. Также звезда гораздо тусклее нашего Солнца, её светимость составляет 0,14 {\displaystyle L_{\bigodot }}. Для того чтобы планета, аналогичная нашей Земле, получала бы примерно столько же энергии, сколько она получает от Солнца, её надо было бы поместить примерно на расстоянии 0,37 а.е., т.е. чуть меньше той орбиты, где в Солнечной системе находится Меркурий, чья большая полуось равна 0,39 а.е.. Причём с такого расстояния, 99 Геркулеса B выглядела бы вдвое больше нашего Солнца, каким мы его видим  с Земли — 1,06° (угловой диаметр нашего Солнца — 0,5°).

## История изучения кратности звезды
Двойственность звезды была открыта в 1859 английским астрономом У. Р. Дейвсом (компонент AB) и звезда вошла в каталоги как AC 15. В 1900 году была открыта пятикратность звезды  (компонент AC, AD,AE, AG). В 1982 году была открыта шестикратность заезды (компонент AF). Затем в 2000 году методами спекл-интерферометрии компонент A был разрешён на компоненты Aa и Ab. Согласно Вашингтонскому каталогу визуально-двойных звёзд, параметры этих компонентов приведены в таблице:
| Компонент | Год  | Количество измерений | Позиционный угол | Угловое расстояние | Видимая звёздная величина 1 компонента | Видимая звёздная величина 2 компонента |
| Aa,Ab     | 2000 | 2                    | 284°             | 0.3″               | 5.07m                                  | -                                      |
| Aa,Ab     | 2005 | 2                    | 230°             | 0.2″               | 5.07m                                  | -                                      |
| AB        | 1859 | 214                  | 347°             | 1.7″               | 5.07m                                  | 8.96m                                  |
| AB        | 2011 | 214                  | 317°             | 1.2″               | 5.07m                                  | 8.96m                                  |
| AС        | 1900 | 8                    | 52°              | 93.6″              | 5.07m                                  | 10.7m                                  |
| AС        | 1912 | 8                    | 53°              | 93.6″              | 5.07m                                  | 10.7m                                  |
| AС        | 1982 | 8                    | 58°              | 96″                | 5.07m                                  | 10.7m                                  |
| AС        | 2015 | 8                    | 60°              | 97.0″              | 5.07m                                  | 10.7m                                  |
| AD        | 1900 | 5                    | 101°             | 103″               | 5.07m                                  | 11.7m                                  |
| AD        | 1982 | 5                    | 102°             | 138.8″             | 5.07m                                  | 11.7m                                  |
| AD        | 2002 | 5                    | 103°             | 140″               | 5.07m                                  | 11.7m                                  |
| AE        | 1900 | 5                    | 75°              | 163.2″             | 5.07m                                  | 10.8m                                  |
| AE        | 1982 | 5                    | 77°              | 167.9″             | 5.07m                                  | 10.8m                                  |
| AE        | 2015 | 5                    | 78°              | 169.9″             | 5.07m                                  | 10.8m                                  |
| AF        | 1982 | 5                    | 165°             | 159.7″             | 5.07m                                  | 10.7m                                  |
| AF        | 2002 | 5                    | 165°             | 159.7″             | 5.07m                                  | 10.7m                                  |
| AG        | 1900 | 7                    | 358°             | 185.9″             | 5.07m                                  | 11.36m                                 |
| AG        | 1982 | 7                    | 359°             | 179″               | 5.07m                                  | 11.36m                                 |
| AG        | 2015 | 7                    | 0°               | 175.9″             | 5.07m                                  | 11.36m                                 |

Обобщая все сведения о звезде, можно сказать, что у звезды 99 Геркулеса Aa может быть спутник 99 Геркулеса Ab, но его существование на сегодняшний день (2019 год) твёрдо не доказано. Также у звезды есть ещё компаньон «B», звезда 9-й величины, которая вращается вокруг звезды 99 Геркулеса A. А вот про движение других спутников, то есть о компаньонах «С», «D», «E», «F» и «G», звёзд 10-й и 11-й величины, лежащих на угловых расстояниях 97, 140, 169.9, 159.7 и 175.9 секунд дуги, можно сказать, что они двинуться  слишком быстро для орбитального движения, что делает «спутники», по-видимому, просто звёздами, лежащими на линии прямой видимости.

## Ближайшее окружение звезды
Следующие звёздные системы находятся на расстоянии в пределах 20 световых лет от звезды 99 Геркулеса (включены только: самая близкая звезда, самые яркие (<6,5m) и примечательные  звёзды). Их спектральные классы приведены на фоне цвета этих классов (эти цвета взяты из названий спектральных типов и не соответствуют наблюдаемым цветам звёзд):
| Звезда        | Спектральный класс | Расстояние, св. лет |
| 72 Геркулеса  | G2 V               | 9,52                |
| Рас Альхаге   | A5 III             | 17,08               |
| 110 Геркулеса | F6 V               | 17,19               |
| BY Дракона    | K6e V              | 19,87               |

Рядом со звездой, на расстоянии 20 световых лет, есть ещё порядка 15 красных,  оранжевых карликов и  жёлтых карликов спектрального класса G, K и M,  а также 2 белых карлика которые в список не попали.